# 薗一輝
薗 一輝（その かずき、1993年<平成5>1月14日- ）は、日本の俳優。「NOVA.company」代表。奈良県生駒市出身。立命館大学卒業。

## 経歴・人物
奈良県生駒市に生まれる。
大阪桐蔭高等学校を経て、立命館大学理工学部数理科を卒業。大学卒業時には中学校教諭一種免許状(数学)、高等学校教諭一種免許状(数学）を取得している。
19歳時よりテアトルアカデミーに所属し、俳優活動を開始する。2015年3月に同事務所を退所し、東京に活動拠点を変更した。現在はNOVA.companyの代表に就任。
特技は殺陣・料理・スキー・バスケットボール。

## 主な活動経歴
主演は役名を太字で示す。

### 舞台
2014年
- 大阪俳優市場2014夏第2話『ドラム缶日記』（9月 - 世界館） - 岩井順平 役

2015年
- 関西演劇促進プロジェクト第一回公演『GAME IS UP!?』(2月 - 世界館) - 黒田薫 役
- 東京俳優市場2015春第2話『ザ・パイセン〜アッパーチューン2015〜』（5月 - 築地本願寺ブディストホール） - ガシャーン 役
- 進戯団夢命クラシックスSummer School2015『School Of Concerto』（7月 - 笹塚ファクトリー） - ジャック 役
- VACAR ENTERTAINMENT 僕と幻の物語『時の流れは加速する。』（11月 - シアターグリーンBOXinBOX THEATER） - 遠藤 役

2016年
- LIVEDOGプロデュース『透明少女』（4月 - 新宿村LIVE） - 柿谷洋一 役
- 第２８回池袋演劇祭参加作品 劇団ショウダウンプレゼンツ『撃鉄の子守唄』（8月 - HEP HALL, 9月 - シアターグリーンBIG TREE THEATER） - ユル 役
- 劇団空感演人プロデュース『また逢おうと竜馬は言った』（11月 - AQUAstudio東日本橋） - 坂本龍馬 役

2017年
- 演劇企画ハッピー圏外フェスティバルVol.3『今、此処より、明るい夜をこえて』（1月 - シアターグリーンBIG TREE THEATER） - 吉田和夫 役
- 劇団ハネオロシ第三回本公演『仁義なきROCK！』(2月 - 大阪市立芸術創造館) - 泉圭介 役
- 劇団空感演人プロデュース『Juliet』（3月 - 両国Air studio） - 重岡雄太 役
- 『MARKER LIGHT-BLUE Deeper　マーカライト・ブルー　ディーパー』 （5月 - シアターサンモール） - ニコラ 役
- LIVEDOGプロデュース『ある苅屋くんの人生』（6月 - 新宿村LIVE） - 相楽孝之 役
- ぱすてるからっとproduce 『「裏シンデレラ物語」×「VRの中のアリス」』 （8月 - 下北沢・Geki・地下Liberty） - 王子 役
- 劇団Re:Duh!第五回公演『クロス〜橘耕斎ヘダ日記〜』（9月 - シアターKASSAI, 沼津RAKUUN） - 沢辺琢磨 役

2018年
- ラビット番長第34回公演ラビット番長〜ノワール短編集〜『RS』（4月 -  シアターグリーンBOXinBOX THEATER） - 賢一 役
- 演劇集団TEAM ZERO DP(c)公演Theater Company炭酸アーデリック『チューニング』 （6月 - 新宿ゴールデン街劇場） - 西田一進 役
- 第30回池袋演劇祭参加作品チームまん○第19発目公演 『ハラミ』（9月 - 大塚・萬劇場） - 近藤 役
- ぱすてるからっとproduce『ミスリード 』 （10月 - シアターグリーンBOXinBOX THEATER） - 伊達 役
- （有）神田時来組『志士たち』（12月 - 俳優座劇場） - 野村和作 役
- フライドBALL企画vol.29『ＵＲＩ～雨降ればカッパが笑う～』（12月 - 明石スタジオ） - カガノスケ 役

2019年
- 劇団ピンクメロンパン第15回公演『WEEK END』（2月 - シアターグリーンBOXinBOX THEATER） - スタナ 役
- 剣舞プロジェクト主催 時代劇ミュージカル『狂宴哀歌』 （5月 - 光が丘IMAホール） - 藤堂平助 役
- 少年Komplex第2回公演『進学！Hi！SCHOOL！！』（7月 - 新宿コフレリオシアター） - 村田レオナルド 役
- 平熱43度 -Relation- vol.3『ネムリメグル』（9月 - ワーサルシアター） - 火口悠真 役

2020年
- 生演奏ミュージカル『信長の野望-炎舞-』（1月 - 光が丘IMAホール） - 織田勝長 役
- ぱすてるからっとproduce『その錆びた冷たい鉄』（8月 - シアターグリーンBOXinBOX THEATER） - 所長 役
- 劇団グスタフ夢幻能劇第五回『あかつきの閃耀』（10月 - 梅若能楽学院会館） - 明智左馬之助 役
- 少年Komplex番外公演『ＡＬＩＣＥ ✕ ＳＴＯＲＹ〜愛しの旦那様を探して〜』（11月 - 新宿シアターブラッツ） - 小鬼 役

2021年
- 平成トイボックス本公演『雨降る正午、風吹けば』 （2月 - 五反田G2） - 永井平次 役
- 10・Quatre第13回本公演『長雨と伽藍』（3月 - 中野ザ・ポケット） - 三吉慎蔵 役
- イベント企画OZ vol.8『蒼天の宴』（7月 - 吉祥寺シアター） - 永倉新八 役
- 蓮×歌 旗揚げ公演『新編ロミオとジュリエット-薔薇の名は-』(8月 - 中野ザ・ポケット) - パリス 役
- ハネオロシpresents 『春征くキネマ、桜舞う』(12月 - シアターグリーンBIG TREE THEATER) - 春日爽玖 役

2022年
- イベント企画OZ Vol.12『月光鴉-蒼天の宴外伝-』(1月 - シアターグリーンBIG TREE THEATER) - 永倉新八 役
- ぱすてるからっとproduce舞台『リリーフ・ライト・ガン』(4月 - CBGKシブゲキ!!) - 島空木 役
- イベント企画OZ vol.14『蒼天の宴』(7月 - シアターサンモール) - 永倉新八 役
- SUPER NOVA stage001『雨降る正午、風吹けば』(7月 - 大阪市立芸術創造館, 8月 - 王子小劇場) - 永井平次 役
- 「忍城おもてなし甲冑隊」×「NPO法人 埼玉情報センターエンタメ事業部コラボ」舞台『忍伝説2022』(10月)
- PROVIDENCE STAGE VOL. 3アクションファンタジー演劇『IMMORTAL RECORD- 不滅の記憶 -』（11月 - 参宮橋トランスミッション） - 土御門晃 役
- 少年Komplex番外公演第三弾『ALICE×STORY~ Merry Xmas to ALL!!~』(12月 - シアターKASSAI) - 沙悟浄 役

2023年
- SUPERNOVA stage002『遠く吠えて花火をあげる』(2月 - 王子小劇場) ‐ ウツロ 役
- danke 14th produce stage『断罪室』（3月 - アルネ543） - 管理人役
- SUPERNOVA stage003『アギト-ultionem finalem-』(7月 -シアター・アルファ東京) ‐ ヴェルデューゴ大佐 役

2024年
- SUPERNOVA stage004『泡沫の空に光を飛ばした』（2月 - 王子小劇場） - 毬井悟 役
- SUPERNOVA stage005『遠く吠えて花火をあげる』（5月 - 王子小劇場） - ウツロ 役

2025年
- NOVA.companyプロデュース『ISHIN-医新-』（8月 - 六行会ホール）

### ドラマ・映画
2013年
- NHK大阪『純と愛』

2015年
- BSスカパー！『破門』

2020年
- tvk2020年1月クールドラマ『チョコレート戦争〜朝に道を聞かば夕べに死すとも可なり〜』 - ダイキ 役

### バラエティー
- BS-TBS『にっぽん！#歴史鑑定』
- #302「武蔵VS小次郎！巌流島の決闘の真相」 - 佐々木小次郎 役
- TOKYO MX『内村さまぁ〜ずSecond』#263
- ミレメンTV『ミレメンFRESH！』
- 千葉テレビ『ビジネスキャッチ』#7 -  アシスタントMC
- dTVオンナの噂研究所#248

### モデル
- マッチングアプリ『Cocome』
- プレミアムバンダイ カタログモデル
- 山形県あつみ温泉旅館たちばなや カップルモデル
- 日本HPイメージスチール
- TDK歴史みらい館 VTR - 婚約者 役
- マッチングアプリ『Tantan』
- マッチングアプリ『PCMAX』
- 『BOYS STATION』 vol.9
- 第7回東京ボーイズコレクション 第2回イケメン総選挙

### その他
- 富士フイルム 製品紹介動画
- 信濃毎日新聞 WebCM
- リモートイベント『渋谷で爆弾つけられちゃったクマ』 - センターGUY 役
- バンダイナムコグループ VR体験PV『VR ZONE』 - 男子大学生 役
- Another Story - MV
- GOOD4NOTHING - MV